# Droga wojewódzka nr 766
Droga wojewódzka nr 766 (DW766) – droga wojewódzka w województwie: świętokrzyskim o długości 40 km łącząca DK73 w Morawicy z DW768 w Węchadłowie. Droga przebiega przez 2 powiaty: kielecki i pińczowski.

## Miejscowości leżące przy trasie DW766
- Morawica
- Kije
- Pińczów – częściowa obwodnica[1]
- Michałów
- Węchadłów